# Campionati italiani primaverili di nuoto 1996
I 43. Campionati italiani primaverili di nuoto 1996 si sono svolti a Livorno, nella piscina Simeone Camalich da 50 metri tra il 7 marzo e il 10 marzo 1996.

## Podi

### Uomini
| Gara                 | Oro                                                                                              | Tempo        | Argento                    | Tempo    | Bronzo                      | Tempo    |
| Stile libero         |                                                                                                  |              |                            |          |                             |          |
| 50 m                 | René Gusperti                                                                                    | 22"83        | Piergiorgio De Felice      | 23"29    | Mauro Lanzoni               | 23"53    |
| 100 m                | Piermaria Siciliano                                                                              | 51"80        | Alessandro Bacchi          | 51"95    | Massimiliano Rosolino       | 52"00    |
| 200 m                | Piermaria Siciliano                                                                              | 1'50"09      | Massimiliano Rosolino      | 1'50"48  | Emiliano Brembilla          | 1'52"65  |
| 400 m                | Emiliano Brembilla                                                                               | 3'52"13      | Massimiliano Rosolino      | 3'53"23  | Marco Formentini            | 3'54"50  |
| 1500 m               | Marco Formentini                                                                                 | 15'16"98     | Emiliano Brembilla         | 15'28"19 | Samuele Pampana             | 15'47"59 |
| Dorso                |                                                                                                  |              |                            |          |                             |          |
| 100 m                | Emanuele Merisi                                                                                  | 55"61 - RI   | Mirko Mazzari              | 57"24    | Stefano Battistelli         | 57"68    |
| 200 m                | Emanuele Merisi                                                                                  | 1'57"70 - RI | Mirko Mazzari              | 2'01"11  | Stefano Battistelli         | 2'02"66  |
| Rana                 |                                                                                                  |              |                            |          |                             |          |
| 100 m                | Domenico Fioravanti                                                                              | 1'03"20      | Massimo Parati             | 1'04"70  | Davide Rummolo              | 1'04"76  |
| 200 m                | Domenico Fioravanti                                                                              | 2'17"05      | Davide Rummolo             | 2'19"44  | Angelo Angiollieri          | 2'20"30  |
| Farfalla             |                                                                                                  |              |                            |          |                             |          |
| 100 m                | Andrea Oriana                                                                                    | 54"75        | Luis Alberto Laera         | 54"83    | Gianni Bragaglia            | 55"88    |
| 200 m                | Andrea Oriana                                                                                    | 2'00"51      | Luca Sacchi                | 2'01"58  | Massimiliano Eroli          | 2'01"63  |
| Misti                |                                                                                                  |              |                            |          |                             |          |
| 200 m                | Luca Sacchi                                                                                      | 2'02"82      | Massimiliano Rosolino      | 2'05"51  | Massimiliano Eroli          | 2'06"90  |
| 400 m                | Luca Sacchi                                                                                      | 4'17"73      | Massimiliano Eroli         | 4'22"71  | Stefano Battistelli         | 4'26"03  |
| Staffette            |                                                                                                  |              |                            |          |                             |          |
| 4x100 m stile libero | Gruppo Nuoto Fiamme Gialle René Gusperti Emanuele Idini Moreno Gallina Piermaria Siciliano       | 3'27"35      | Snam                       | 3'27"62  | Centro Sportivo Carabinieri | 3'28"45  |
| 4x200 m stile libero | Gruppo Nuoto Fiamme Gialle Emanuele Idini Moreno Gallina Stefano Battistelli Piermaria Siciliano | 7'34"03      | Snam                       | 7'34"39  | Centro Sportivo Carabinieri | 7'42"41  |
| 4x100 m mista        | Centro Sportivo Carabinieri Mirko Mazzari Davide Rummolo Luis Alberto Laera Alessandro Bacchi    | 3'46"68      | Gruppo Nuoto Fiamme Gialle | 3'47"67  | Snam                        | 3'51"12  |

### Donne
| Gara                 | Oro                                                           | Tempo   | Argento             | Tempo   | Bronzo             | Tempo   |
| Stile libero         |                                                               |         |                     |         |                    |         |
| 50 m                 | Karina Vanni                                                  | 26"69   | Viviana Susin       | 26"85   | Chiara Corò        | 27"01   |
| 100 m                | Viviana Susin                                                 | 57"59   | Cecilia Vianini     | 57"65   | Karina Vanni       | 58"44   |
| 200 m                | Caterina Borgato                                              | 2'03"92 | Cecilia Vianini     | 2'05"21 | Cecilia Vallorini  | 2'06"03 |
| 400 m                | Caterina Borgato                                              | 4'18"24 | Cecilia Vallorini   | 4'23"67 | Valeria Casprini   | 4'26"01 |
| 800 m                | Caterina Borgato                                              | 8'50"33 | Lisa Giagnoni       | 9'01"32 | Elisa Pasini       | 9'01"51 |
| Dorso                |                                                               |         |                     |         |                    |         |
| 100 m                | Lorenza Vigarani                                              | 1'03"84 | Francesca Bissoli   | 1'04"70 | Laura Porchianello | 1'04"76 |
| 200 m                | Lorenza Vigarani                                              | 2'14"64 | Laura Porchianello  | 2'15"66 | Ilaria Colaiacomo  | 2'15"80 |
| Rana                 |                                                               |         |                     |         |                    |         |
| 100 m                | Manuela Dalla Valle                                           | 1'11"02 | Federica Biscia     | 1'13"75 | Sara Farina        | 1'14"09 |
| 200 m                | Natascia Manzotti                                             | 2'34"36 | Manuela Dalla Valle | 2'34"64 | Federica Biscia    | 2'35"82 |
| Farfalla             |                                                               |         |                     |         |                    |         |
| 100 m                | Ilaria Tocchini                                               | 1'01"36 | Francesca Bugamelli | 1'03"53 | Francesca Bissoli  | 1'03"63 |
| 200 m                | Ilaria Tocchini                                               | 2'14"27 | Laura Bianzani      | 2'15"47 | Elena Cuomo        | 2'16"77 |
| Misti                |                                                               |         |                     |         |                    |         |
| 200 m                | Laura Porchianello                                            | 2'19"68 | Francesca Bissoli   | 2'19"87 | Eva Masetti        | 2'23"66 |
| 400 m                | Natascia Manzotti                                             | 4'54"68 | Laura Porchianello  | 4'56"65 | Francesca Bissoli  | 4'59"16 |
| Staffette            |                                                               |         |                     |         |                    |         |
| 4x100 m stile libero | DDS Manuela Dalla Valle Calore Giulia Gallon Caterina Borgato | 3'59"25 | Snam                | 4'00"35 | Livorno Nuoto      | 4'00"54 |
| 4x200 m stile libero | DDS Caterina Borgato Simona Ricciardi Lisa Giagnoni Calore    | 8'26"90 | Snam                | 8'35"07 | President Bologna  | 8'37"94 |
| 4x100 m mista        | DDS Fulici Manuela Dalla Valle Giulia Gallon Caterina Borgato | 4'21"91 | President Bologna   | 4'23"03 | Livorno nuoto      | 4'24"58 |